# Bettborn (Préizerdaul)
Bettborn (luxemburgisch Bieberegⓘ) ist Hauptort der Gemeinde Préizerdaul, Kanton Redingen, im Großherzogtum Luxemburg.

## Lage
Bettborn liegt an der N 12. Nachbarorte sind im Norden Pratz, im Osten Reimberg und im Südwesten Platen.

## Allgemeines
Bettborn ist ein ländlich geprägter Ort, der hauptsächlich aus Einfamilienhäusern besteht. In der Ortsmitte steht die 1828/60 erbaute Pfarrkirche St. Rochus.

## Persönlichkeiten
- Nicolas Koob (1930–2016), Autorennfahrer
- Marie Schreiber (* 2003), Radrennfahrerin